# Chökyi Drönma
Chökyi Drönma (1422-1455) fue una princesa tibetana y líder budista. Fue la consorte principal de Thang Tong Gyalpo, quien la reconoció como una encarnación de Machig Labdrön del linaje de Vajravārāhī y la designó como la primera Samding Dorje Phagmo. 

## Biografía
Chökyi Drönma nació en 1422 como hija de Thri Lhawang Gyaltsen, el rey de Mangyül Gungthang. En 1438 se casó con un príncipe del Reino tibetano meridional de Lato para crear una alianza entre Gungthang y Lato. En 1440 dio a luz a una hija. Cuando su hija tenía la edad suficiente para comenzar la escuela, Drönma negoció con su esposo para que su educación fuera budista. Unos años después, regresó a Gungthang con un ejército para ayudar en un conflicto en curso. Tras la muerte de su hija, Drönma anunció formalmente su deseo de tomar los votos religiosos, a lo que su familia se negó.
Se convirtió en estudiante de Thang Tong Gyalpo y, finalmente, en su principal consorte. Gyalpo la reconoció como la encarnación de Machig Labdrön del linaje de Vajravārāhī. Como parte de su relación con Gyalpo, Drönma recibió las enseñanzas completas de Heart Practice (thugs sgrub) de las enseñanzas de tesoros de Trasang (bkra bzang gter kha), así como las instrucciones de Chöd (enseñanzas de Machig Labdrön y Mahāmudrā).
Se convirtió en la primera Samding Dorje Phagmo, la mujer de mayor rango Tulku en el Tíbet y la tercera líder budista de mayor rango después del Dalai Lama y el Panchen Lama. Como Samding Dorje Phagmo, contribuyó al arte, la arquitectura y la ingeniería en el Tíbet. Estaba comprometida con la educación de las mujeres, estableciendo conventos budistas y creando bailes religiosos para mujeres. Drönma fue una figura destacada en la tradición Bodongpa tibetana que se desvaneció gradualmente bajo el gobierno de Gelugpa, pero fue restaurada en la era moderna.
Murió en el monasterio de Manmogang en Tsari, al sureste de Dakpo, cerca de la frontera con la India, en 1455.